# Communauté de communes de l'Enclave
La communauté de communes de l'Enclave  est une ancienne communauté de communes française, située dans le département du Nord et la région Nord-Pas-de-Calais, arrondissement de Cambrai.
Le 1er janvier 2013, elle disparait en fusionnant avec la communauté d'agglomération de Cambrai.

## Composition
La communauté de communes de l'Enclave regroupait trois communes.
| Code INSEE | Commune    | Maire                                          | Population | Superficie | Délégués |
| ---------- | ---------- | ---------------------------------------------- | ---------- | ---------- | -------- |
| 59097      | Boursies   | Charles Caudrillier (vice-président de la CCE) | 339 hab.   | 762 ha     | nc       |
| 59176      | Doignies   | Pascal Monpach (vice-président de la CCE)      | 279 hab.   | 740 ha     | nc       |
| 59405      | Mœuvres    | Anne-Marie Duchemin                            | 463 hab.   | 738 ha     | nc       |
| Totaux     | 3 communes | 3 communes                                     | 1 081 hab. | 2 240 ha   | 15       |

## Présidents
| Période | Période | Identité | Étiquette | Qualité |
| ------- | ------- | -------- | --------- | ------- |
|         |         |          |           |         |
|         |         |          |           |         |